# معيزيلة جنوبية (الرقة)
معيزيلة جنوبية قرية سورية تتبع ناحية المنصورة في منطقة الثورة في محافظة الرقة. بلغ عدد سكانها 147 نسمة في عام 2004 حسب إحصاء المكتب المركزي للإحصاء.